# Pleasure (film 2021)
Pleasure è un film drammatico del 2021 scritto e diretto da Ninja Thyberg, al suo debutto alla regia di un lungometraggio. Si basa sul cortometraggio omonimo del 2013, diretto dalla stessa regista.

## Trama
La diciannovenne Linnéa, che ha adottato il nome d'arte di "Bella Cherry", è una ragazza ingenua e fiduciosa che si trasferisce a Los Angeles dalla sua piccola città in Svezia sperando di diventare una famosa pornostar. Sotto la guida del suo manager incomincia a farsi strada nell'insidioso ambiente dell'industria pornografica, essendo determinata a procurarsi parti e visualizzazioni sempre più importanti spingendosi oltre i limiti che si era imposta. Bella condivide un alloggio con un gruppo di altre giovani aspiranti attrici, e sebbene all'inizio si mostri riservata e distaccata, finisce col legarsi ad una delle sue inquiline, Joy, che le dà il suo appoggio morale e l'aiuta a costruire la sua immagine. A una festa, la ragazza incontra Mark Spiegler, uno degli agenti più richiesti e di maggior successo dell'industria del porno; si aggiunge poi Ava, uno dei nomi più grandi della scena porno locale. Bella tenta di iniziare un dialogo con Ava, che invece l'ignora; cerca poi di flirtare col famoso attore Caesar, ma quando questi la respinge crudelmente, ella si vendica spingendolo nella piscina.
Bella si presta a diverse riprese, tra le quali una scena sadomaso diretta da una regista donna che l'incoraggia positivamente, sostenendo che sul set devono esserci sicurezza e consenso. Tuttavia Bella, determinata a spingersi oltre, chiede al suo manager che le procuri delle scene hardcore. Mentre sta girando una scena di stupro con due uomini, se ne sente sopraffare e scoppia a piangere, cosa che provoca ripetutamente l'interruzione delle riprese. All'inizio gli altri attori e il regista le danno supporto, ma ben presto si fanno ostili e impazienti di concludere la scena. Bella vi consente con riluttanza e si confronta poi col suo manager, che le ricorda che è stata lei a chiedere lavori più spinti. Turbata, Bella lo licenzia.
Da lavoratrice in proprio, Bella cerca di avere Spiegler come nuovo manager, ma questi declina l'offerta, giustificando il rifiuto con lo scarso seguito di Bella sui social media e insistendo sul fatto che egli accetta soltanto attrici disposte a scene di sesso estremo. Per dimostrargli la sua buona volontà, Bella partecipa a un ménage à trois interrazziale, acconsentendo a una penetrazione anale che non aveva mai praticato prima, cosa che aumenta considerevolmente le sue visualizzazioni. Spiegler ne è colpito e accetta di prenderla sotto la sua ala protettiva.
Per ripagare la sua amica, Bella fa la richiesta che Joy partecipi alla sua scena successiva. All'inizio Joy è eccitata, ma esita quando il protagonista si ritira ed è sostituito da Caesar. Bella implora Joy di continuare con le riprese, ma nota ben presto Caesar che infastidisce Joy a telecamere spente. Durante la scena, che implica degradazione e umiliazione, Caesar compie dei veri e propri abusi su Joy, che adirata ferma la scena. Joy dichiara al regista che Caesar le sta facendo del male, ma quando chiede alla sua amica di confermare che Caesar l'aveva in precedenza infastidita, Bella, preoccupata della propria reputazione, si tira indietro. Furiosa, Joy rimprovera a Bella il suo tradimento e abbandona il set.
A Bella viene offerta l'opportunità di girare una scena con Ava, ma questa l'umilia rifiutandosi di eseguire su di lei una pratica di sesso orale, sostenendo che questa ha la candidosi. La scena viene cambiata in modo che Bella penetri Ava con un dildo indossabile, ma Bella permette che le sue ira e frustrazione prendano il sopravvento, comportandosi in modo violento e aggressivo con Ava senza averla avvisata e averle chiesto il consenso, nello stesso modo in cui si sono comportati con lei molti attori e registi da quando è giunta in città. Quando Bella cerca poi di scusarsi con Ava mentre stanno andando a una festa, questa la liquida con nonchalance come se niente l'avesse infastidita, cosa che lascia Bella interdetta. Questa rimane ulteriormente disillusa quando vede alla festa le sue ex coinquiline che si stanno divertendo, a differenza di lei che è stata in pratica confinata all'area VIP. Mentre viene riaccompagnata a casa, Bella chiede bruscamente all'autista di fermarsi affinché possa scendere.

## Distribuzione
Pleasure era stato selezionato per la 73ª edizione del Festival di Cannes ma a causa dell'annullamento di quell'edizione per la pandemia di COVID-19 ebbe la sua prima al Sundance Film Festival il 1º febbraio 2021, nella sezione World Cinema Dramatic Competition
L'8 febbraio successivo, l'A24 acquisì i diritti per la distribuzione negli Stati Uniti. Tuttavia, il 7 ottobre 2021, si annunciò che la Neon aveva acquisito i diritti di distribuzione del film a causa dei conflitti tra i progetti di distribuzione dell'A24 e la necessità di effettuare dei tagli per distribuire una versione non censurata oltre a quella classificata come "R" ("restricted"); la Neon dichiarò che non avrebbe distribuito più di una versione. Il film fu proiettato all'AFI Fest il 13 novembre 2021. Il film ebbe una distribuzione limitata negli Stati Uniti il 13 maggio 2022.
Il film fu distribuito l'8 ottobre 2021 dagli SF Studios in Svezia, il 20 ottobre 2021 da The Jokers in Francia, e il 4 novembre 2021 dalla Gusto Entertainment nei Paesi Bassi.
In Italia è stato reso disponibile per lo streaming sulla piattaforma MUBI, in  versione in lingua originale sottotitolata.

## Accoglienza

### Incassi
Il film ha incassato globalmente l'equivalente di 393 824 dollari statunitensi.

### Critica
Sul sito Rotten Tomatoes, l'88% delle 114 recensioni di critici sono positive con un voto medio di 7,3/10. Il giudizio globale recita: "Provocante su più livelli, Pleasure scopre gli altarini degli aspetti spiacevoli dell'industria del cinema porno, con la potente interpretazione di Sofia Kappel che segna la strada". Metacritic, utilizzando una media pesata, attribuisce al film un punteggio di 75/100, sulla base di 24 critiche, cosa che indica recensioni "generalmente favorevoli".
Dopo la distribuzione del film, gli attori Lance Hart e Axel Braun pubblicarono dei tweet critici, dicendo che si erano sentiti "ingannati" e che il film era "un prodotto di bassa lega che dava di loro una cattiva immagine". Da allora, tuttavia, Braun ha espresso il suo sostegno al film ed era presente alla sua prima statunitense. L'attrice Evelyn Claire ha difeso il film in un'intervista a XBIZ, sostenendo che mettessero in evidenza aspetti dell'industria pornografica che hanno bisogno di un cambiamento. Ha suggerito che alcune delle reazioni negative al film siano nate da una mancata comprensione a causa di motivi generazionali e di genere. La Claire ha sostenuto anche che gli spettatori dovrebbero guardare il film da una prospettiva femminile e riconoscere che alcune delle esperienze negative che vi sono rappresentate sono fondate su storie vere.

## Riconoscimenti
- 2021 – 57º premio Guldbagge[senza fonte]
  - Premio Guldbagge per la miglior attrice a Sofia Kappel
  - Premio Guldbagge per i migliori costumi ad Amanda Wing Yee Lee 
  - Premio Guldbagge per i migliori trucco e acconciatura a Erica Spetzig
  - Candidatura al Premio Guldbagge per il miglior film
  - Candidatura al Premio Guldbagge per il miglior regista per Ninja Thyberg
  - Candidatura al Premio Guldbagge per il miglior montaggio per Amalie Westerlin Tjellesen, Olivia Neergaard-Holm
  - Candidatura al Premio Guldbagge per la migliore scenografia per Paula Loos
- 2021 – British Independent Film Awards[18]
  - Candidatura al British Independent Film Award al miglior film indipendente internazionale
- 2022 – Independent Spirit Awards[19]
  - Candidatura all'Independent Spirit Award per il miglior regista per Ninja Thyberg
  - Candidatura all'Independent Spirit Award per la miglior attrice non protagonista per Revika Reustle